# قنفذ شمال إفريقيا
إنّ القنفذَ الأفريقيَ الشمالي (أتيليريكس algirus)، أَو قنفذ جزائري، نوع اللبونِ في العائلةِ إريناسيدا. هو يُوْجَدُ في الجزائر، فرنسا، ليبيا، مالطا، المغرب، إسبانيا، وتونس (مدينة). قليلاً معروفُ حول هذا النوعِ مِنْ القنفذِ، بالرغم من أنَّ الجيل الأكثر شيوعاً مِنْ القنافذِ المُدَجَّنةِ نتيجة عبور مَسَّ باصبع القدم أربعة قنفذاً مَع قنفذ أفريقي شمالي. لأن هذا النوعِ مِنْ القنفذِ موطنه أفريقيا، هو إقترحَ بأنّه قُدّمَ مِن قِبل البشرِ إلى البلدانِ الأخرى حيث أنَّه وُجِدَ الآن، بضمن ذلك فرنسا وإسبانيا (بضمن ذلك جُزُرِ الكناري). الأربعة النوعِ الأفريقيِ للقنافذِ، القنفذ الأفريقي الشمالي الوحيدُ هذه القنافذِ التي يُمْكِنُ أَنْ تُوْجَدَ خارج قارةِ أفريقيا  لأن القنفذَ الأفريقيَ الشماليَ لَهُ مثل هذا مدى البيئةِ العريضِ ولَهُ سكان مستقرّ على ما يبدو [بحاجة لمصدر]، كلتا في البريةِ وفي القدرةِ المُدَجَّنةِ، هو لا يَبْدو في الخطرِ في هذا الوقتِ.

## الوصف
يَشْبهُ القنفذُ الأفريقيُ الشماليُ القنفذُ الأوروبيُ مباشرةً لكن هناك عِدّة اختلافات مُتميّزة بين النوعِ. يَمِيلُ القنفذُ الأفريقي الشمالي إلى أن يكون أصغرُ مِنْ نظيرِه الأوروبيِ، قياس أي مكان مِنْ 200 إلى 250 مليمترِ لمدة طويلة على أية حال هو أكبرُ مِنْ النوعِ الأفريقيِ الآخرِ للقنافذِ ولَهُ خطم أطول وسيقان أطول، يَجْعلُه عدّاء أسرع. وجهه خفيفُ في اللونِ، يَبْدو أبيضَ عادة، والسيقان والرئيس سمراء. بطن هذا الحيوانِ يُمْكِنُ أَنْ يَتفاوتَ في اللونِ وفي أغلب الأحيان أمّا أسمر أَو أبيض. آذانه مرئية جداً على رئيسِ الحيوانِ وكبير. إنّ الجسمَ مُغَطَّى في الأعمدة الفقرية الناعمةِ، التي بيضاء في الغالب بالرَبْط الأظلمِ. هو مُتميّزُ جداً مِنْ الأقرباءِ المماثلِ جسدياً بقلةِ الأعمدة الفقرية على تاجِ الرئيسِ، معنى قلة قمّةِ الأرملةَ.
إنّ النوعَ يُزعَجُ عموماً ببرغوثِ القنفذَ، آرتشايوبسيلا erinacei maura 

## البيئة
قليلاً جداً يُعْرَفُ في الحقيقة حول البيئةِ المُفَضَّلةِ للقنفذِ الأفريقيِ الشماليِ. هو وُجِدَ في صنوبريةِ البحر الأبيض المتوسطِ وخَلطَ مناخَ غابةِ كما موجود في المناطقِ الجبليةِ الجنوبيةِ لإسبانيا وشمال أفريقيا. في شمال أفريقيا، هو يُمْكِنُ أَنْ يُوْجَدَ مِنْ المغرب إلى ليبيا، لكن لَيسَ قادر على البَقاء في مناطقِ الصحراءِ الجافّةِ حول هذه المنطقةِ. هو يُمْكِنُ أَنْ يُوْجَدَ في المناطقِ الأدفأِ الأخرى أيضاً، بضمن ذلك أجزاءِ فرنسا، جُزُر الكناري، وباليريس. ضمن هذه المناطقِ، هو يُمْكِنُ أَنْ يَكُونَ مرقّطة في أغلب الأحيان في مناطقِ المتنزهَ والحديقةَ.

## إعادة الإنتاج
تَتراوحُ فترةُ التفريخ مِنْ 30 إلى 40 يومِ وحجمِ الفضلاتَ بين 3 10 hoglets. فضلاتان تُنتجانِ في أغلب الأحيان في فصل (أكتوبر/تشرين الأول إلى مارس/آذارِ). يَزنُ hoglets عموماً بين 12 20 غرامِ. يَصِلُ هذا النوعِ نضجاً جنسياً في ثمانية دقيقة قبل الساعة عشَر أسابيعَ مِنْ العُمرِ ولا يُزاوجُ مدى الحياة، ذلك هذا القنفذِ لا يُشاركُ في الزوجِ يَلتصقُ.